# Freren
Freren – miasto w Niemczech, w kraju związkowym Dolna Saksonia, w powiecie Emsland, siedziba gminy zbiorowej Freren.